# ピンクニー条約
ピンクニー条約（英: Pinckney's Treaty、または 西: Tratado de San Lorenzo サン・ロレンソ条約）は、1795年10月27日にサン・ロレンソ・デ・エル・エスコリアルで調印された条約で、アメリカ合衆国とスペインの間の講和の意志を確立した。それは合衆国とスペイン領植民地間の境界も定義し、合衆国のミシシッピ川の航行の権利も保障した。
条約の正式名称は「スペインと合衆国間の講和、制限、航行条約」(Treaty of Friendship, Limits, and Navigation Between Spain and the United States)。
合衆国側はトマス・ピンクニーが、スペイン側はマヌエル・デ・ゴドイが条約を交渉した。

## 締結
条約は1796年2月26日にアメリカ合衆国上院に提出され、数週間の議論の後、1796年3月7日に批准された。スペインには1796年4月25日に批准され、その日付で両国に承認された。条約は1796年8月3日に公布された。

## 内容
- 条約の条項によってスペインと合衆国は、ミシシッピ川上の北緯31度線の地点からチャタフーチ川の中央へ真東へ引き、そこから川の中央沿いにフリント川との合流点まで、そこからセントメアリーズ川の上流へまっすぐ進み、そこから大西洋に向かう水路の真ん中に沿って引かれる線を、スペイン領地の東フロリダと西フロリダに接する合衆国の南の境界として合意した。これは現在のフロリダ州とジョージア州の間の境界で、フロリダ・パンハンドルの北の境界から、ミシシッピ川以東のルイジアナ州の部分の北の境界までのラインとなっている。

この境界はイギリスがフロリダを所有した時にその領土を拡張してから議論の的になっていた。それは北緯31度線から、ヤズー川とミシシッピ川の合流点、現在のミシシッピ州ヴィクスバーグのある場所から真東に引かれるラインに移動されていた。アメリカ独立戦争後、アメリカ合衆国が古い境界線を主張していた一方で、スペインはパリ条約時点のイギリスの定めた境界を主張した。
- 条約は合衆国とスペインに、境界線の共同の測量を指示し、アンドリュー・エリコットが合衆国測量隊の隊長に命じられた。

- 条約は合衆国の西の境界を設定し、それは合衆国の北の境界から北緯31度線までのミシシッピ川の中央線でスペイン領ルイジアナから分けていた。合意の結果、合衆国の新しい境界の内部にアメリカインディアンのチカソー・ネーションの土地が入った。

- 合衆国とスペインは、先住部族を戦争に駆り立てない事にも合意した。以前にスペインは、長年にわたって地元の部族に武器を供給していた。

- スペインと合衆国はまた、管轄内のどの場所においても他国の船舶を保護し、他国の市民や船舶を拘束したり通商停止にしたりしないことに合意した。

- 条約はさらに、合衆国とスペイン両国に河川の全域の航海を保障した。この条約でスペインにより割譲された領地は、1798年に合衆国に編入されてミシシッピ準州となった。